# 한라중학교
한라중학교(漢拏中學校)는 대한민국 제주특별자치도 제주시 노형동에 있는 공립 중학교이다.

## 학교 연혁
- 2000년 6월 29일 : 한라중학교 12학급 설립 인가
- 2002년 3월 1일 : 한라중학교 개교
- 2002년 3월 1일 : 초대 교장 고점유 부임
- 2002년 3월 5일 : 한라중학교 제1회 입학식(439명)
- 2003년 4월 18일 : 한라중학교 다목적 강당 한라관 개관
- 2005년 2월 4일 : 제1회 졸업(429명)
- 2006년 3월 1일 : 특수학급 1학급 인가
- 2011년 3월 1일 : 사교육절감형 창의경영학교 운영(3년간)
- 2011년 3월 11일 : 제주특별자치도교육청 지정 생활지도 정책 연구학교 운영(1년간)
- 2012년 3월 1일 : 교육과정혁신형(예술교육 선도학교) 창의경영학교(3년간)
- 2013년 4월 1일 : 자유학기제 연구학교 운영(3년간)
- 2014년 3월 1일 : 미디어교육 연구학교 운영(1년간)
- 2016년 11월 15일 : 한라역사관 개관
- 2022년 3월 1일 : 도서관2(도란도란 책마루) 및 꿈끼 이음공간 시설 마련
- 2024년 4월 1일 : 체육관 내 외부 환경 개선(리모델링)
- 2025년 1월 8일 : 제21회 졸업식(353명 졸업, 졸업생 총인원 9,411명)
- 2025년 3월 1일 : 제13대 교장 김진미 부임
- 2025년 3월 1일 : 43학급(특수학급 2학급 포함) 운영
- 2025년 3월 4일 : 제24회 입학식 (입학생 374명)

## 참고 자료
- 한라중학교 - 한국교육학술정보원 학교알리미